# Thera abolla
Thera abolla là một loài bướm đêm trong họ Geometridae.